# The "Chirping" Crickets
Albums de The Crickets
Buddy Holly
(1958)
The Chirping Crickets est le premier album du groupe de rock américain The Crickets, mené par Buddy Holly, sorti le 27 novembre 1957.
Le magazine Rolling Stone le place en 2003 en 421e position de son classement des 500 plus grands albums de tous les temps, et en 420e position de son classement 2012. Il fait également partie des 1001 albums qu'il faut avoir écoutés dans sa vie.
Le titre That'll Be The Day prend la 1re place du Billboard Hot 100 et l'album atteint la 5e place des charts britanniques en 1958. 

## Titres

### Face 1
1. Oh, Boy! (Sonny West, Bill Tilghman, Norman Petty) (2:07)
2. Not Fade Away (Buddy Holly, Petty) (2:21)
3. You've Got Love (Roy Orbison, Johnny Wilson, Petty) (2:05)
4. Maybe Baby (Holly, Petty) (2:01)
5. It's Too Late (Chuck Willis) (2:22)
6. Tell Me How (Holly, Jerry Allison, Petty) (1:58)

### Face 2
1. That'll Be the Day (Holly, Allison, Petty) (2:14)
2. I'm Looking for Someone to Love (Holly, Petty) (1:56)
3. An Empty Cup (And a Broken Date) (Orbison, Petty) (2:11)
4. Send Me Some Lovin'  (John Marascalco, Leo Price) (2:33)
5. Last Night (Joe B. Mauldin, Petty) (1:53)
6. Rock Me My Baby (Shorty Long, Susan Heather) (1:47)

## Fiche technique

### Buddy Holly and the Crickets
- Buddy Holly : chant, guitares
- Jerry Allison : batterie, percussions, chœurs
- Joe B. Mauldin, Larry Welborn : contrebasse
- Niki Sullivan : guitare rythmique, chœurs
- The Picks (Bill Pickering, John Pickering et Bob Lapham), Ramona et Gary Tollett : chœurs

### Personnel additionnel
- Larry Welborn - contrebasse sur les pistes 7 et 8
- The Picks (Bill Pickering, John Pickering et Bob Lapham) - chœurs sauf pistes 2, 7 et 8
- Ramona et Gary Tollett - chœurs sur pistes 7 et 8

## Éditions
L'album est sorti un an plus tard, en 1958, au Royaume-Uni. Il fut republié par Coral en 1962 sous le titre Buddy Holly and the Crickets. Après des années sans avoir été imprimé, il fut réédité et remastérisé en CD en 2004 avec des titres bonus.